# 吹田市立青山台小学校
吹田市立青山台小学校（すいたしりつ あおやまだい しょうがっこう）は、大阪府吹田市ある公立小学校。
千里ニュータウンの北部に位置する。1965年に吹田市立古江台小学校から分離開校した。1970年代にはニュータウンの人口増加に伴ってマンモス校となり、1973年に従来の校区の一部を吹田市立北千里小学校校区へ分離した。しかし、その後少子化やニュータウンの高齢化に伴って小規模校となっている。

## 沿革
- 1965年4月1日 - 吹田市立青山台小学校として、現在地に開校。
- 1966年3月3日 - 開校式を実施。この日を創立記念日とする。
- 1967年7月1日 - 校内テレビ放送設備を設置（吹田市立学校では初めての設置）。
- 1973年4月1日 - 従来の校区の一部（青山台1丁目）を、新設の吹田市立北千里小学校校区へ分離。該当地域在住の2-3年生が北千里小学校へ移籍。
- 1973年4月1日 - 養護学級設置。
- 1976年 - 吹田市の情報教育研究校に指定され、研究発表を実施。
- 2007年 - 校区変更。従来の北千里小学校の校区から、青山台1丁目を青山台小学校校区へ編入。

## 通学区域
- 吹田市青山台。

卒業生は基本的に吹田市立青山台中学校に進学する。

## 出身者
- 葉加瀬太郎

## 交通
- 阪急千里線 北千里駅 北西へ約750m。